# 南荒子車站
南荒子站（日语：／ Minami-Arako eki */?）位於愛知縣名古屋市中川區若山町二丁目。為名古屋臨海高速鐵道西名古屋港線（青波線）沿線車站之一，車站編號為AN05。本站由荒子車站來進行管理，只有固定的時間內才會有站務員來巡查。
本站約位在當地居民進行遊憩之「山鹽綠道」之中間點。

## 車站構造
為1面2線島式月台之高架車站設計。本站設置電梯1座以配合無障礙環境。
1號及2號月台則為了乘客們之安全起見，皆設置了可動式月台門。

### 月台配置
| 月台 | 路線    | 方向 | 目的地           |
| ---- | ------- | ---- | ---------------- |
| 1    | ■青坡線 | 下行 | 金城埠頭方向     |
| 2    | ■青坡線 | 上行 | 荒子、名古屋方向 |

## 使用情況
| 年度               | 1日平均上車人次 |
| ------------------ | --------------- |
| 2004年（平成16年） | 536             |
| 2005年（平成17年） | 664             |
| 2006年（平成18年） | 784             |
| 2007年（平成19年） | 840             |
| 2008年（平成20年） | 891             |
| 2009年（平成21年） | 932             |
| 2010年（平成22年） | 1,022           |
| 2011年（平成23年） | 1,095           |
| 2012年（平成24年） | 1,184           |
| 2013年（平成25年） | 1,231           |
| 2014年（平成26年） | 1,252           |
| 2015年（平成27年） | 1,294           |
| 2016年（平成28年） | 1,368           |
| 2017年（平成29年） | 1,463           |
| 2018年（平成30年） | 1,517           |

## 車站周圍之主要施設
- 山鹽綠道
- 富士權現社（為前田利家之誕生地）
- 名古屋貨物總站 - JR貨物名古屋臨海高速鐵道線

## 相鄰車站
名古屋臨海高速鐵道
■西名古屋港線（青波線）
荒子（AN04）－（貨）名古屋貨物總站－南荒子（AN05）－中島（AN06）

## 外部連結
- 南荒子站 （页面存档备份，存于） - 名古屋臨海高速鐵道